# 舞鶴市消防本部
舞鶴市消防本部（まいづるししょうぼうほんぶ）は、京都府舞鶴市の消防部局（消防本部）。管轄区域は舞鶴市全域。

## 概要
- 消防本部：舞鶴市字北吸1044
- 管内面積：342.14km2
- 職員定数：134人
- 消防署2カ所、出張所1カ所
- 主力機械（2023年4月1日現在）
  - 普通消防ポンプ自動車：5
  - はしご付消防自動車：1
  - 化学消防自動車：2
  - 小型動力ポンプ付水槽車Ⅱ型：1
  - 救急自動車：5
  - 救助工作車：1
  - 津波・大規模風水害対策車：1
  - 指令車・広報車等10

## 沿革
- 1943年
  - 10月25日 官設消防として、舞鶴消防署を開設する。
  - 11月18日 西消防出張所を開設する。
- 1945年4月27日 中消防出張所を開設する。
- 1948年
  - 3月1日 西消防出張所が舞鶴西消防署に昇格し、舞鶴消防署を舞鶴東消防署に改称する。　
  - 3月7日 自治体消防として、舞鶴市消防局・東消防署・西消防署・中舞鶴出張所を開設する。
- 1951年4月13日 舞鶴市消防局を舞鶴市消防本部に改称する。
- 1963年
  - 4月8日 消防本部が新市役所庁舎に移転する。
  - 11月 救急車を東消防署に配備する。
- 1964年1月 救急車を西消防署に配備する。
- 1969年4月1日 中舞鶴出張所を中出張所に改称する。
- 1974年1月29日 化学消防車を東消防署に配備する。
- 1977年11月22日 スノーケル車を中出張所に配備する。
- 1984年3月25日 西消防署を新築し移転する。
- 1985年3月14日 バスケット付はしご消防車を中出張所に配備する。
- 1986年3月23日 救助工作車を中出張所に配備する。
- 1997年
  - 3月27日 高規格救急車を東消防署・西消防署に配備する。
  - 4月1日 消防署に課制を導入する。
- 2002年
  - 3月26日 はしご付消防車を中出張所に配備する。
  - 9月1日 消防本部公式Webサイトを開設する。
- 2004年4月27日 東消防署新庁舎（舞鶴市防災センター併設）が竣工する。

## 組織
- 本部 - 総務課、警防課、防災課、通信指令課
- 消防署 - 総務課、警備1課、警備2課、警備3課

## 消防署
| 消防署   | 住所      | 出張所           |
| -------- | --------- | ---------------- |
| 東消防署 | 字浜80-4  | 中：字余部下1168 |
| 西消防署 | 字松陰5-5 | なし             |